# 2. ŽNL Dubrovačko-neretvanska
2. ŽNL Dubrovačko-neretvanska predstavlja 6. stupanj nogometnih natjecanja u Hrvatskoj. Prvoplasirani klub prelazi u viši rang – 1. ŽNL Dubrovačko-neretvansku, dok iz lige ne ispada nitko jer ne postoji niža liga za Dubrovačko-neretvansku županiju.

## Sudionici

### Sezona 2024./25.
- Enkel – Popovići, Konavle
- Faraon – Trpanj
- Grk – Potomje, Orebić
- NA Libertas – Dubrovnik
- Omladinac –  Lastovo
- Ponikve – Boljenovići – Ponikve, Ston
- Putniković – Putniković, Ston
- Rat – Kuna Pelješka, Orebić
- Žrnovo – Žrnovo, Korčula

### Bivši sudionici
nepotpun popis
- BŠK Zmaj – Blato
- Dubrovnik 1919 – Dubrovnik
- Hajduk – Radovčići
- Hajduk 1932 – Vela Luka
- Iskra – Janjina
- Jadran 1929 – Smokvica
- Maestral – Krvavac, Kula Norinska
- Orebić – Orebić
- Sokol – Dubravka, Konavle
- SOŠK 1919 – Ston

## Dosadašnji prvaci
| sezona           | rang | broj klubova | prvak                 |
| ---------------- | ---- | ------------ | --------------------- |
| 1998./99.        | 5.   | 9            | Hajduk Radovčići      |
| 1999./2000.      | 5.   | 8            | Omladinac Lastovo     |
| 2000./01.        | 5.   |              |                       |
| 2001./02.        | 5.   |              |                       |
| 2002./03.        | 5.   |              |                       |
| 2003./04.        | 5.   |              | Zmaj Blato            |
| 2004./05.        | 5.   |              |                       |
| 2005./06.        | 5.   | 10           |                       |
| 2006./07.        | 6.   | 10           | Iskra Janjina         |
| 2007./08.        | 6.   | 11           | Dubrovnik 1919        |
| 2008./09.        | 6.   | 10           |                       |
| 2009./10.        | 6.   | 10           |                       |
| 2010./11.        | 6.   | 8            | Omladinac Lastovo     |
| 2011./12.        | 6.   |              |                       |
| 2012./13.        | 5.   | 6            | Faraon Trpanj         |
| 2013./14.        | 5.   | 7            | Žrnovo                |
| 2014./15.        | 5.   | 9            | Jadran Smokvica       |
| 2015./16.        | 5.   | 8            | Omladinac Lastovo     |
| 2016./17.        | 5.   | 4            | Faraon Trpanj         |
| 2017./18.        | 5.   | 6            | Sokol Dubravka        |
| 2018./19.        | 5.   | 7            | Maestral Krvavac      |
| 2019./20. ↓19/20 | 5.   | 7            | Omladinac Lastovo     |
| 2020./21.        | 5.   | 8            | Omladinac Lastovo     |
| 2021./22.        | 5.   | 10           | Hajduk 1932 Vela Luka |
| 2022./23.        | 6.   | 10           | BŠK Zmaj Blato        |
| 2023./24.        | 6.   | 10           | Hajduk 1932 Vela Luka |
| 2024./25.        | 6.   | 9            | Omladinac Lastovo     |

Kategorija:2. ŽNL Dubrovačko-neretvanska 

Kategorija:Sezone petog ranga HNL-a 

Kategorija:Sezone šestog ranga HNL-a 

Napomene: 

↑19/20  – u sezoni 2019./20. prvenstvo prekinuto nakon jesenskog dijela zbog pandemije COVID-19 u svijetu i Hrvatskoj, prvak nije službeno proglašen 

## Vanjske poveznice
- Županijski nogometni savez Dubrovačko-neretvanske županije
- markopolosport.net
- sportnet.hr forum, 1. ŽNL Dubrovačko-neretvanska  Arhivirana inačica izvorne stranice od 14. studenoga 2018. (Wayback Machine)